# Ards and North Down
Ards and North Down är ett distrikt i Nordirland i Storbritannien. Huvudort är Bangor. Distriktet bildades 2015 i samband med en distriktsreform genom en sammanslagning av distrikten Ards och North Down.
Större orter i distriktet:
- Bangor
- Comber
- Donaghadee
- Newtownards
- Portaferry